# UPnP
UPnP (ang. Universal Plug-and-Play) – protokół  dla komputerów osobistych oraz urządzeń inteligentnych i bezprzewodowych. 
Wersja UPnP 1.0 została opublikowana jako standard ISO 29341-1:2008.
UPnP jest architekturą rozproszoną, otwartą i współpracuje z protokołami TCP/IP i HTTP, nadaje się do tworzenia sieci SOHO. Umożliwia przesyłanie danych między dwoma urządzeniami pod kontrolą dowolnego urządzenia sterującego w sieci. UPnP jest niezależna od systemu operacyjnego, języka programowania i fizycznego medium. 
Usługa UPnP minimalizuje konieczność konfiguracji komputera lub oprogramowania do pracy w sieci. Komputer obsługujący UPnP automatycznie konfiguruje swoją kartę sieciową oraz wyświetla informacje o stanie bramy sieciowej, dzięki czemu kompatybilne z tą technologią aplikacje sieciowe mogą zostać natychmiast uruchomione i nie wymagają dodatkowej konfiguracji zapory sieciowej, np. otwierania portów.

## Sieci bezprzewodowe
Automatyczna konfiguracja urządzeń bezprzewodowych jest możliwa dopiero po konfiguracji warstwy fizycznej sieci. W praktyce oznacza to, że użytkownik musi najpierw ręcznie wprowadzić do urządzenia tryb szyfrowania i ew. hasło dostępowe do sieci bezprzewodowej. 
Problem został zauważony przez zainteresowane strony i obecnie prowadzone są prace nad prostą metodą konfiguracji warstwy fizycznej w urządzeniach sieci bezprzewodowej. Jedno z proponowanych rozwiązań to klucz USB, który posiadałby zapisaną konfigurację sieci. Po włożeniu go do urządzenia sieciowego potrafiłoby ono skonfigurować sobie warstwę fizyczną. Gdy tego typu rozwiązanie wejdzie w życie, zalety UPnP będą rozciągnięte także na urządzenia sieci bezprzewodowej.